# Mustelins
Els mustelins (Mustelinae) són una subfamília de la família dels mustèlids (Mustelidae). Anteriorment tenia un abast molt més ampli, fins que es descobrí que tal com estava definida aleshores era parafilètica i se n'eliminaren diversos gèneres per convertir-la en monofilètica.

## Espècies vivents

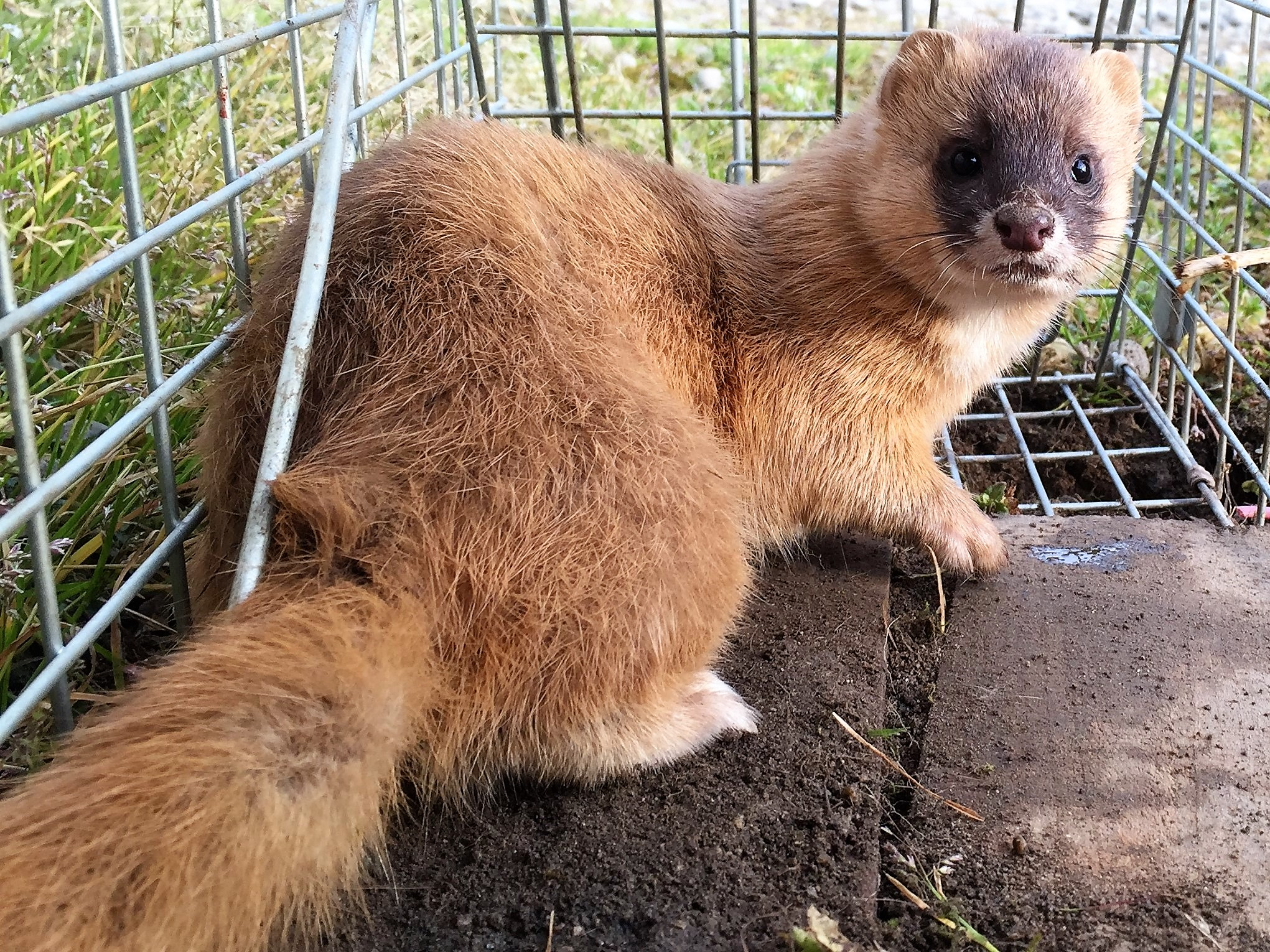
Mustela itatsi

Subfamília Mustelinae
- Gènere Mustela
  - Mustela altaica
  - Mustela erminea
  - Mustela eversmannii
  - Mustela itatsi
  - Mustela kathiah
  - Mustela lutreola
  - Mustela lutreolina
  - Mustela nigripes
  - Mustela nivalis
  - Mustela nudipes
  - Mustela putorius
    - Mustela putorius furo

  - Mustela sibirica
  - Mustela strigidorsa
  - Mustela subpalmata
- Gènere Neogale
  - Neogale africana
  - Neogale felipei
  - Neogale frenata
  - Neogale vison